# Carla Cook
Carla Cook (Detroit, 1962) es una vocalista de jazz estadounidense. Fue nominada a un Grammy.

## Biografía
Nacida en 1962 en Detroit, Míchigan, cuando estudiaba en el Instituto Técnico Cass toca el bajo acústico en la orquesta escolar, estudia voz y piano en los fines de semana y canta en el coro de su iglesia. Un hermano mayor la introdujo al jazz. Cook escogió la voz como su instrumento de elección y se hizo discípula del su ícono de jazz Eddie Jefferson, el fundador de una técnica de canto llamada ‘vocalise' donde un cantante pone letra a un tema instrumental famoso.
Durante esta época ella y su amiga cercana Regina Carter acarician sueños de llegar a ser músicas de jazz; Cook como cantante y Carter como violinista. A instancias de Carter fue aceptada por la Universidad Nororiental en Boston, Massachusetts.  Mientras estudia en la Nororiental estaba en contacto cercano con Carter (quién estudiaba en el Conservatorio de Música de Nueva Inglaterra y Cyrus Chestnut, un pianísta de jazz que estaba estudiando en la cercana Escuela de Música Berklee.  Después de graduarse en la Nororiental en 1985, Cook se queda en Boston preparándose para una carrera de cantante de jazz en Nueva York.
En febrero de 1990 se traslada a Nueva York y trabaja como profesora escolar y vendedora de libros durante el día y cantando por la noche. Después viaja a Europa y desde 1993-1994 Cook trabaja como vocalista e instructora en la Jazzschule en Basilea, Suiza, y la Jazz y Rock Schule en Friburgo, Alemania.  Regresa a Nueva York dos años más tarde y trabaja como cantante con la Lionel Hampton Orquesta y la George Gee's Make Cree Ballroom Orquesta.  En 1998 firma con el sello MaxJazz y publica su primer CD, ‘It's All About Love', con gran acogida, incluyendo una nominación al Grammy a mejor jazz vocal. Su segundo CD, ‘Dem Bones' (un tributo a todos los trombonistas que han trabajado con ella en los grupos de Lionel Hampton y George Gee), publicado en 2001, fue también un éxito y recibió una gran crítica de Down Beat, la principal publicación de jazz. En 2002 publica su CD ‘Simply Natural', el cual estaba inspirado en su amor por la belleza encontrada en naturaleza.  En 2011 su versión del tema de Roberta Flack "The First Time Ever I Saw Your Face" fue incluida en el álbum del percusionista de jazz Steve Kroon titulado 'Sin duda'.
Cook actúa con sus grupos, más notablemente 'el Quinteto de Carla Cook' y como solista invitada con otros artistas que incluyen a Eric Reed y sus amigos Regina Carter y Cyrus Chestnut (ambos luminarias actuales en el mundo de jazz). 

## Discografía
- It's All About Love (MAXJAZZ, 1999) with Daryl Hall, Kenny Davis, Regina Carter, Cyrus Chestnut, Andy Milne, George Gray, Jeff Haynes, Billy Kilson
- Dem Bones (MAXJAZZ, 2001)  with Craig Harris, Fred Wesley, Tyrone Jefferson, Cyrus Chestnut, James Genus, Jeff Haynes, Billy Kilson
- Simply Natural (MAXJAZZ, 2002)  with Kenny Davis, Bruce Barth, Cyrus Chestnut, Billy Kilson, Steve Kroon